# 韦斯娜·法比扬
韦斯娜·法比扬（1985年3月13日—），斯洛文尼亚女子越野滑雪运动员。她曾代表斯洛文尼亚参加2006年、2010年、2014年和2018年冬季奥林匹克运动会越野滑雪比赛，其中2014年冬季奥运会获得一枚铜牌。